# Maskovice
Maskovice je malá vesnice, část městyse Netvořice v okrese Benešov. Nachází se asi 1,5 km na severozápad od Netvořic. V roce 2009 zde bylo evidováno 26 adres.
Maskovice je také název katastrálního území o rozloze 2,23 km².

## Historie
První písemná zmínka o vesnici pochází z roku 1200.
Za druhé světové války se ves stala součástí vojenského cvičiště Zbraní SS Benešov a její obyvatelé se museli 15. září 1942 vystěhovat.

## Pamětihodnosti
- Hospoda čp. 12